# Gabriela Sánchez Ferlosio
Gabriela Sánchez Ferlosio (Madrid, 16 de junio de 1934-Huelva, 16 de febrero de 2008) fue una traductora y librera española que participó activamente en movimientos feministas democráticos de oposición al franquismo.

## Datos biográficos
Era hija de la italiana Liliana Ferlosio y de Rafael Sánchez Mazas, cofundador de Falange Española. El matrimonio había tenido antes dos hijos varones, Miguel y Rafael; después de Gabriela nacería otro varón, Chicho.
En 1957, se casó con Javier Pradera, con quien tuvo dos hijos, Alejandro y Máximo.
Falleció en febrero de 2008 en Huelva. Sus restos descansan en el cementerio de la Almudena, de Madrid.

## Trayectoria

### Labor profesional
Fue traductora al español de obras de insignes autores italianos. Cabe destacar entre ellas: Punto y aparte: ensayos sobre literatura y sociedad, de Italo Calvino; El poema de los lunáticos, de Ermanno Cavazzoni, llevada al cine (La voce della luna) por Federico Fellini; Maupassant y «el otro», de Alberto Savinio; La historia y la gloria, de Luigi Malerba; y Cuatro narraciones sobre las apariencias, de Gianni Celati. También adaptó una historia monumental de la Florencia del Renacimiento.
Además regentaba la librería madrileña La Tarántula, en el número 28 de la calle Sagasta de Madrid. Además de la promoción y venta de libros, en su local formó a autores como Eduardo Naval y en la que llegó a trabajar Rafael Chirbes antes de dedicarse él mismo a la escritura. En la década de 1970, el local sufrió ataques por parte de grupos de extrema derecha. Especialmente grave fue el atentado sufrido en la madrugada del 30 de noviembre de 1977, cuando unos individuos prendieron fuego al establecimiento antes de darse a la fuga en dos automóviles. El incendio destruyó gran parte de los ejemplares y del mobiliario.

### Activismo
El 15 de mayo de 1962, a raíz de las torturas que habían sufrido varias mujeres durante las huelgas mineras de Asturias, Sánchez Ferlosio y otras intelectuales próximas al Partido Comunista Español como Eva Forest, Ana Guardione, Gloria Ros o Carola Torres organizaron una concentración en la Puerta del Sol de Madrid. En dicha concentración, considerada una de las primeras manifestaciones feministas de España, también participaron también mujeres del ámbito cultural como Josefina Aldecoa, Aurora Bautista, Teresa Berganza, Núria Espert, Amparo Gastón o Carmen Martín Gaite. A raíz de su implicación en los hechos, Sánchez Ferlosio y Guardione fueron detenidas y encarceladas durante un mes en la Cárcel de Mujeres de Ventas.
Tras su liberación, el PCE convocó en casa de Guardione una reunión a la que también asistieron Carola Torres, Josefina Arrillaga, Felicidad Orquín, Carmen Rodríguez, Dulcinea Bellido y la propia Gabriela, además de Julián Grimau y Francisco Romero Marín por parte del partido, con el propósito de crear una plataforma ciudadana de mujeres. Así nació la Unión de Mujeres Democráticas, que dos años después se transformó en el Movimiento Democrático de Mujeres, una organización que resultó clave en el posterior desarrollo del feminismo en los años finales del régimen franquista. En octubre de 1963, Sánchez Ferlosio volvió a ser detenida por la policía política, junto a su entonces marido, Javier Pradera, su hermano José Sánchez-Mazas, el escritor y crítico literario Ángel Fernández-Santos, Fernando Sánchez Dragó y otros estudiantes.
Sánchez Ferlosio convocaba en su domicilio reuniones con algunos de sus estudiantes para adaptar obras de dramaturgos como August Strindberg, que luego interpretaban en casas de otros amigos. En esas representaciones teatrales, que llegaron a hacerse célebres en el mundillo cultural de la ciudad, participaron, entre otros, futuros autores consagrados como Juan Benet, Juan García Hortelano, Natacha Seseña, Jaime Salinas Bonmatí o Vicente Molina Foix.